# FC Odesos
Il Footbal Club Odesos è un club bulgaro di calcio a 5 con sede a Varna. Fondato nel 2005 ha preso parte con questa denominazione per la prima volta nella stagione 2007/2008 al campionato bulgaro di calcio a 5.

## Rosa 2008-2009
| N. |                     | Ruolo | Calciatore        |
| -- | ------------------- | ----- | ----------------- |
| -  | Bulgaria (bandiera) | P     | Kostadin Ivanov   |
| 1  | Bulgaria (bandiera) | G     | Boyko Kosev       |
| 6  | Bulgaria (bandiera) | G     | Dobromir Tsenkov  |
| 7  | Bulgaria (bandiera) | G     | Kostadin Dimitrov |
| 8  | Bulgaria (bandiera) | G     | Tihomir Ivanov    |
| 10 | Bulgaria (bandiera) | G     | Simeon Hristov    |
| 11 | Bulgaria (bandiera) | G     | Petar Karadzhov   |
| 12 | Bulgaria (bandiera) | G     | Atanas Atanasov   |
| 17 | Bulgaria (bandiera) | G     | Georgi Minkov     |
| 19 | Bulgaria (bandiera) | G     | Pavel Adamov      |
| 20 | Bulgaria (bandiera) | G     | Kaloyan Tsvetkov  |
| 23 | Bulgaria (bandiera) | G     | Ivan Viktorov     |